# Lördagsträsket
Lördagsträsket är en sjö i Lycksele kommun i Lappland och ingår i Öreälvens huvudavrinningsområde. Sjön har en area på 0,0879 kvadratkilometer och ligger 304,2 meter över havet. Sjön avvattnas av vattendraget Bäverbäcken.

## Delavrinningsområde
Lördagsträsket ingår i det delavrinningsområde (717335-161167) som SMHI kallar för Ovan 717235-161591. Medelhöjden är 348 meter över havet och ytan är 30,88 kvadratkilometer. Det finns inga avrinningsområden uppströms utan avrinningsområdet är högsta punkten. Bäverbäcken som avvattnar avrinningsområdet har biflödesordning 2, vilket innebär att vattnet flödar genom totalt 2 vattendrag innan det når havet efter 193 kilometer. Avrinningsområdet består mestadels av skog (91 procent). Avrinningsområdet har 0,22 kvadratkilometer vattenytor vilket ger det en sjöprocent på 0,7 procent.